# هویهويتينانكو
هویهويتينانكو (بالإسبانية: Huehuetenango)‏ هي بلدية في غواتيمالا، ومدينة، تقع في إدارة هيويتينانغو ، وهي عاصمتها، بلغ عدد سكانها 58,000 نسمة، تبلغ مساحتها 204 كيلومتر مربع، رمزها البريدي هو 13001.

## الموقع
تشترك في الحدود مع:
- أفوكادو
  - سان بيدرو جوكوبيلاس
  - سانتا باربرا
  - مالاكاتانسيتو
  - شيانتلا
  - سان سيباستيان هويهويتينانغو